# Bemlos saloteae
Bemlos saloteae är en kräftdjursart. Bemlos saloteae ingår i släktet Bemlos och familjen Aoridae. Inga underarter finns listade i Catalogue of Life.